# (6369) 1983 UC
(6369) 1983 UC est un objet mineur de la ceinture principale découvert par Zdeňka Vávrová à l'Observatoire Kleť près de České Budějovice, République tchèque, le 16 octobre 1983. 